# Caulleryaspis laevis
Caulleryaspis laevis is een borstelworm uit de familie Sternaspidae. Het lichaam van de worm bestaat uit een kop, een cilindrisch, gesegmenteerd lichaam en een staartstukje. De kop bestaat uit een prostomium (gedeelte voor de mondopening) en een peristomium (gedeelte rond de mond) en draagt gepaarde aanhangsels (palpen, antennen en cirri).
Caulleryaspis laevis werd in 1944 voor het eerst, als Sternaspis laevis, wetenschappelijk beschreven door Caullery.